# Меркула
Мерку́ла — (абх. Маркәыла, груз. მერკულა) село в Очамчирском районе Абхазии/Грузии. Расположено к северу от райцентра Очамчира в равнинной полосе на побережье Чёрного моря. С севера и запада примыкает к Очамчире. Абхазские власти обычно используют название Маркула в качестве официального. В административном отношении село представляет собой административный центр Маркульской сельской администрации (абх. Маркәыла ақыҭа ахадара), в прошлом Меркульский сельсовет. Через территорию села проходит основное шоссе Абхазии.

## Границы
На севере Меркула граничит с селом Моква; на востоке — с Баслаху; на юге — с городом Очамчира; на западе — по реке Моква с селом Араду.

## История
В XIX веке Меркула входила в состав Моквинской сельской общины. В советское время вплоть до второй половины XX века Меркула была разделена между Моквинским и Арадусским сельсоветами.
В сталинский период Меркула стала одним из центров вселения мегрельских крестьян из Западной Грузии. Таким образом к началу 1990-х годов численность грузинского населения Меркулы превосходило численность абхазского населения. В время грузино-абхазской войны село контролировалось грузинской стороной, абхазы в этот период покинули населённый пункт. С установление абхазскими войсками контроля над Меркулой грузинское население покинуло село. Значительная часть абхазов вернулась в Меркулу, остальные осели в других частях Абхазии, в основном, в Сухуме.
Колхоз
В советское время в селе действовал колхоз «Меркула» Очемчирского района (до 1950-х годов — колхоз имени Берия). В этом колхозе трудились Герои Социалистического Труда председатель колхоза Тарас Никифорович Кокоскерия, труженики колхоза бригадир Рамшух Пуманович Миквабия, звеньевые Леван Котатович Зарандия, Хухута Зосович Зарандия, Владимир Сатович Квеквескири, Гиджи Иванович Миквабия и Эстат Самсонович Миквабия.
Историческое деление
Село Меркула исторически подразделяется на 5 посёлков (абх. аҳабла):
- Ахы-Уаа
- Джукмур
- Лахаш
- Маркула Агдарра
- Хапаю

## Население
Население Меркульского сельсовета по данным переписи 1989 года составляло 4281 человек, по данным переписи 2011 года население сельской администрации Маркула (Меркула) составило 1539 человек, в основном абхазы.
| Год переписи | Число жителей              | Этнический состав                                     |
| ------------ | -------------------------- | ----------------------------------------------------- |
| 1886         | 463 (в составе села Моква) | абхазы 100%                                           |
| 1926         | в составе села Моква       | абхазы (нет точных данных)                            |
| 1959         | 1.856                      | грузины, абхазы (нет точных данных)                   |
| 1989         | 4.281                      | грузины, абхазы (нет точных данных)                   |
| 2011         | 1.539                      | абхазы 85,5%, русские 5,5%, грузины 4,6%, армяне 1,5% |

По данным переписи населения 1886 года в селении Меркула проживало православных христиан — 401 человека, мусульман суннитов −63. По сословному делению в Меркуле имелось 27 дворян и 436 крестьян. Князей, представителей православного духовенства и «городских» сословий в Меркуле не проживало.

## Интересные факты
В районе села издревле были карьеры, где добывался так называемый «меркульский камень», использовавшийся как для изготовления поделок утилитарного значения, так и в строительстве (облицовка Моквского собора и др.)

## Использованная литература
1. Кварчия В. Е. Историческая и современная топонимия Абхазии (Историко-этимологическое исследование). — Сухум: Дом печати, 2006—328 с.
2. Кәарҷиа В.Е. Аҧсны атопонимика. — Аҟәа: 2002. — 686 д. (абх.)